# Janina Małgorzata Halec
Janina Małgorzata Halec z domu Jaroszyk (ur. 29 lipca 1944) – polska działaczka samorządowa i bibliotekarka, doktor nauk humanistycznych, w latach 1979–1981 prezydent Leszna.

## Życiorys
Ukończyła Liceum Ogólnokształcące w Nowym Tomyślu (1962), a następnie studia polonistyczne na Wydziale Filologii Polskiej i Klasycznej Uniwersytetu im. Adama Mickiewicza i studia podyplomowe z bibliotekoznawstwa na tej uczelni. W 2017 uzyskała na Uniwersytecie Wrocławskim stopień doktor nauk humanistycznych o specjalności bibliotekoznawstwo i informatologia na podstawie napisanej pod kierunkiem Marcelego Kosmana pt. Biblioteka publiczna w Lesznie i jej rola w życiu kulturalnym miasta.
Początkowo pracowała w Nowym Tomyślu, w 1975 przeniosła się do Leszna. Pełniła funkcję dyrektor Wydziału Kultury Urzędu Wojewódzkiego w Lesznie, a w latach 1979–1981 prezydent miasta. Od 1982 do przejścia na emeryturę w 2015 kierowała Wojewódzką (później Miejską) Biblioteką Publiczną im. Stanisława Grochowiaka w Lesznie (w XXI wieku wyróżnioną tytułami „Zasłużony dla Kultury Wielkopolskiej” i „Zasłużony dla miasta Leszna”). Organizowała konkursy poetyckie i konferencje, otworzyła w niej galerię. Weszła w skład komitetu redakcyjnego „Rocznika Leszczyńskiego”, wydała także kilka książek o tematyce regionalnej. Podjęła także działalność w lokalnych organizacjach, m.in. Towarzystwie Przyjaciół Nauk w Lesznie. Kierowała poznańskim oddziałem Stowarzyszenia Bibliotekarzy Polskich.
Zamężna z Franciszkiem, dyrektorem Wojewódzkiego Zarządu Inwestycji Rolniczych w Lesznie i leszczyńskiego oddziału Wielkopolskiego Zarządu Melioracji i Urządzeń Wodnych, a także radnym miejskim.

## Wyróżnienia
Odznaczona Odznaką honorową „Zasłużony dla Kultury Polskiej”. W 2016 wyróżniona tytułem „Zasłużony dla miasta Leszna”, wcześniej także Złotą Odznaką Stowarzyszenia Bibliotekarzy Polskich i wyróżnieniem im. Marii Konopnickiej Związku Literatów Polskich.